# Malaysia Super League
Malaysia Super League (Liga Super Malaysia) - najwyższa liga piłkarska w Malezji zarządzana przez Malaysia Super League Sdn Bhd pod nadzorem Malezyjskiego Związku Piłki Nożnej.
Malaysia Super League powstała w 2004 jako następca istniejącej w latach 1993-2004 najwyższej klasy rozgrywkowej w Chinach, M-League (Liga-M) oraz Semi-Pro League (1989-1993). Zmiana nazw ligi podyktowana była decyzją PBSM-u po prywatyzacji ligi. Z tego też powodu firma MSL Sendirian Berhad zajęła się sprawami marketingowymi związanymi z rozgrywkami. Obecnie sponsorem tytularnym ligi jest Astro, z tego też powodu oficjalna nazwa ligi to Astro Liga Super Malaysia.
Od 1979 roku 11 zespołów zostawało najlepszą drużyną Malezji. Od 2004 było takich klubów sześć.
Obecnie, obrońcami trofeum są zawodnicy LionsXII, dla których zwycięstwo w 2013 było pierwszym od 1994 tytułem mistrza kraju.

## Historia
Pierwsze rozgrywki na terenie Malezji zaczęto rozgrywać w pod koniec lat 70. Były to jednak jedynie turnieje eliminacyjne do Pucharu Malezji. Po raz pierwszy faktyczne rozgrywki ligowe zorganizowano w 1982.  Wówczas triumfowała drużyna Penang FA. Z czasem liga nabierała coraz większego znaczenia i rozgłosu w mediach.
Początkowo zespołami biorącymi udział w lidze były instytucje państwowe, takie jak choćby Malezyjskie Siły Zbrojne czy Królewska Policja Malezyjska, a także drużyny reprezentujące sąsiednie kraje: Singapur i Brunei. Większość tego typu drużyn zaprzestały działalności w 1994, w związku z decyzją Malezyjskiego Związku Piłkarskiego, jednak drużyna Singapore Lions brała udział w rozgrywkach do sezonu 2012, kiedy to dopiero zastąpiono ją drużyną LionsXII.
W 2010 Malezyjski Związek Piłki Nożnej opublikował nowe logo Malaysia Super League, które jednak zostało już po roku zmienione ze względu na podpisanie umowy ze sponsorem głównym ligi, firmą Astro.
W latach 1989-1993 i 1998-2003 liga w Malezji podzielona była na dwa poziomy rozgrywkowe:
- 1 Dywizja: Premier 1 League Malaysia
- 2 Dywizja: Premier 2 League Malaysia

W latach 1994-1997 nie było drugiego poziomu rozgrywkowego.
W latach 2004-2006 profesjonalna liga w Malezji podzielona była na dwa poziomy rozgrywkowe, drugi poziom podzielony był dodatkowo na dwie grupy:
- Najwyższa klasa rozgrywkowa: Malaysian Super League
- Drugi poziom rozgrywkowy: Malaysian Premier League Grupa A
- Drugi poziom rozgrywkowy: Malaysian Premier League Grupa B

Od 2007 istnieją trzy poziomy rozgrywkowe:
- Najwyższa klasa rozgrywkowa: Malaysia Super League
- Drugi poziom rozgrywkowy: Malaysia Premier League
- Trzeci poziom rozgrywkowy: Malaysia FAM League

## Zespoły
Od czasu założenia Super League w 2004 grało w niej dotychczas 14 klubów. Siedem zespołów gra w niej nieprzerwanie od pierwszego sezonu.
Lista przedstawia 12 zespołów biorących udział w Malaysia Super League 2013.
| Klub                                     | Miejsce w sezonie 2012           | Pierwszy sezon w najwyższej klasie rozgrywkowej | Ilość sezonów w najwyższej klasie rozgrywkowej | Ilóść sezonów w Super League | Pierwszy sezon w Super League | Ilość mistrzostw | Ostatnie mistrzostwo |
| ---------------------------------------- | -------------------------------- | ----------------------------------------------- | ---------------------------------------------- | ---------------------------- | ----------------------------- | ---------------- | -------------------- |
| ATM FA                                   | 1 w Malaysia Premier League 2011 | 19xx                                            | x                                              | x                            | 2013                          | 0                | n/a                  |
| FELDA United FC                          | 10                               | 2010                                            | 3                                              | 3                            | 2011                          | 0                | n/a                  |
| Johor Darul Tazkim (pierwotnie Johor FC) | 9th                              | 2006-07                                         | 8                                              | 7                            | 2006-07                       | 0                | n/a                  |
| Kelantan FA                              | 1                                | 1983                                            | 5                                              | 5                            | 2009                          | 2                | 2012                 |
| LionsXII                                 | 2nd                              | 2012                                            | 3                                              | 3                            | 2012                          | 3                | 2013                 |
| Negeri Sembilan FA                       | 6                                | 1983                                            | 3                                              | 3                            | 2005-06                       | 1                | 2011                 |
| Pahang FA                                | 2 w Malaysia Premier League 2011 | 1983                                            | 23                                             | 8                            | 2013                          | 5                | 2004                 |
| Perak FA                                 | 4                                | 1983                                            | 24                                             | 9                            | 1989                          | 2                | 2003-04              |
| PKNS FC                                  | 7                                | 2011                                            | 2                                              | 2                            | 2011                          | 0                | n/a                  |
| Selangor FA                              | 3                                | 1983                                            | 6                                              | 6                            | 2006-07                       | 6                | 2010                 |
| T-Team                                   | 8                                | 2010                                            | 3                                              | 3                            | 2011                          | 0                | n/a                  |
| Terengganu FA                            | 5                                | 1983                                            | 3                                              | 3                            | 2005-06                       | 0                | n/a                  |

## Mistrzowie
Od czasu pierwszego sezonu Super League, mistrzostwo kraju zdobywało osiem różnych zespołów. Pierwszym klubem, który obronił to trofeum było Kedah FA, które triumfowało w sezonie 2006/2007 i 2007/2008. Również Kelantan FA dokonał takiego wyczynu, wygrywając w sezonach 2011 i 2012 oraz Johor Darul Tazkim w sezonach 2014 i 2015.
Lions XII wygrał sezon 2013 Malaysia Super League, wygrywając 4-0 z Felda United na Jalan Besar Stadium, wygrywając w całym sezonie 10 meczów, remisując 1 i nie przegrywając żadnego spotkania.
Astro Malaysia Super League jest sklasyfikowana na 18 miejscu w rankingu AFC, znajdując się tym samym w koszyku D.

### Mistrzostwa
| Sezon     | Mistrz             | Wicemirz           | Trzecie miejsce    |
| --------- | ------------------ | ------------------ | ------------------ |
| 2004      | Pahang FA          | Public Bank FC     | Perlis FA          |
| 2005      | Perlis FA          | Pahang FA          | Perak FA           |
| 2005/2006 | Negeri Sembilan FA | TM FC              | Perak FA           |
| 2006/2007 | Kedah FA           | Perak FA           | DPMM FC            |
| 2007/2008 | Kedah FA           | Negeri Sembilan FA | Johor FC           |
| 2009      | Selangor FA        | Perlis FA          | Kedah FA           |
| 2010      | Selangor FA        | Kelantan FA        | Terengganu FA      |
| 2011      | Kelantan FA        | Terengganu FA      | Selangor FA        |
| 2012      | Kelantan FA        | Lions XII          | Selangor FA        |
| 2013      | LionsXII           | Selangor FA        | Johor Darul Tazkim |
| 2014      | Johor Darul Tazkim | Selangor FA        | Pahang FA          |
| 2015      | Johor Darul Tazkim | Pahang FA          | Selangor FA        |

### Rekordy klubowe (od 2004)
Stan po sezonie 2013
| Klub               | Mistrzostwa | Wicemistrzostwa | Sezony zwycięstw     | Sezony wicemistrzostw |
| ------------------ | ----------- | --------------- | -------------------- | --------------------- |
| Kelantan FA        | 2           | 1               | 2011, 2012           | 2010                  |
| Selangor FA        | 2           | 1               | 2009, 2010           | 2013                  |
| Kedah FA           | 2           | 0               | 2006/2007, 2007/2008 |                       |
| Pahang FA          | 1           | 1               | 2004                 | 2005                  |
| Negeri Sembilan FA | 1           | 1               | 2005/2006            | 2007/2008             |
| Perlis FA          | 1           | 1               | 2005                 | 2009                  |
| LionsXII           | 1           | 1               | 2013                 | 2012                  |
| Public Bank FC     | 0           | 1               |                      | 2004                  |
| ATM FC             | 0           | 1               |                      | 2005/2006             |
| Perak FA           | 0           | 1               |                      | 2006/2007             |
| Terengganu FA      | 0           | 1               |                      | 2011                  |